# Даллас Лонг
Даллас Кратчер Лонг (англ. Dallas Crutcher Long; 13 червня 1940 — 10 листопада 2024) — американський легкоатлет, який спеціалізувався в штовханні ядра.

## Із життєпису
Олімпійський чемпіон зі штовхання ядра (1964).
Бронзовий олімпійський призер зі штовхання ядра (1960).
Срібний призер Панамериканських ігор зі штовхання ядра (1959).
Чемпіон США зі штовхання ядра (1961). Срібний (1958, 1962, 1964) та бронзовий (1959) призер чемпіонатів США зі штовхання ядра.
Переможець олімпійських відбіркових змагань США зі штовхання ядра (1960, 1964).
Переможець матчевих зустрічей СРСР — США (1962, 1964).
Автор 7 світових рекордів зі штовхання ядра — 19,25 (1959); 19,38, 19,67 (обидва — 1960); 20,08 (1962); 20,10, 20,20, 20,68 (всі — 1964).
По завершенні спортивної кар'єри зайнявся стоматологією, пізніше — невідкладною медициною.
Пішов з життя, маючи 84 роки.

## Визнання
- Член Зали слави легкої атлетики США (1996)